# 74. вечити дерби у фудбалу
74. вечити дерби у фудбалу је фудбалска утакмица одиграна у Београду 6. маја 1984. године, између Црвене звезде и Партизана. Утакмица се завршила резултатом 0 : 0.